# Togöl (Näshults socken, Småland)
Togöl är en sjö i Vetlanda kommun i Småland och ingår i Emåns huvudavrinningsområde.